# Al Hamra
Al Hamra  (in arabo الحمراء‎?) è un centro abitato e comune rurale del Marocco situato nella provincia di Tétouan, regione di Tangeri-Tetouan-Al Hoceima. Conta una popolazione di 11 118 abitanti (censimento 2014).